# Saxnäs kyrkobokföringsdistrikt

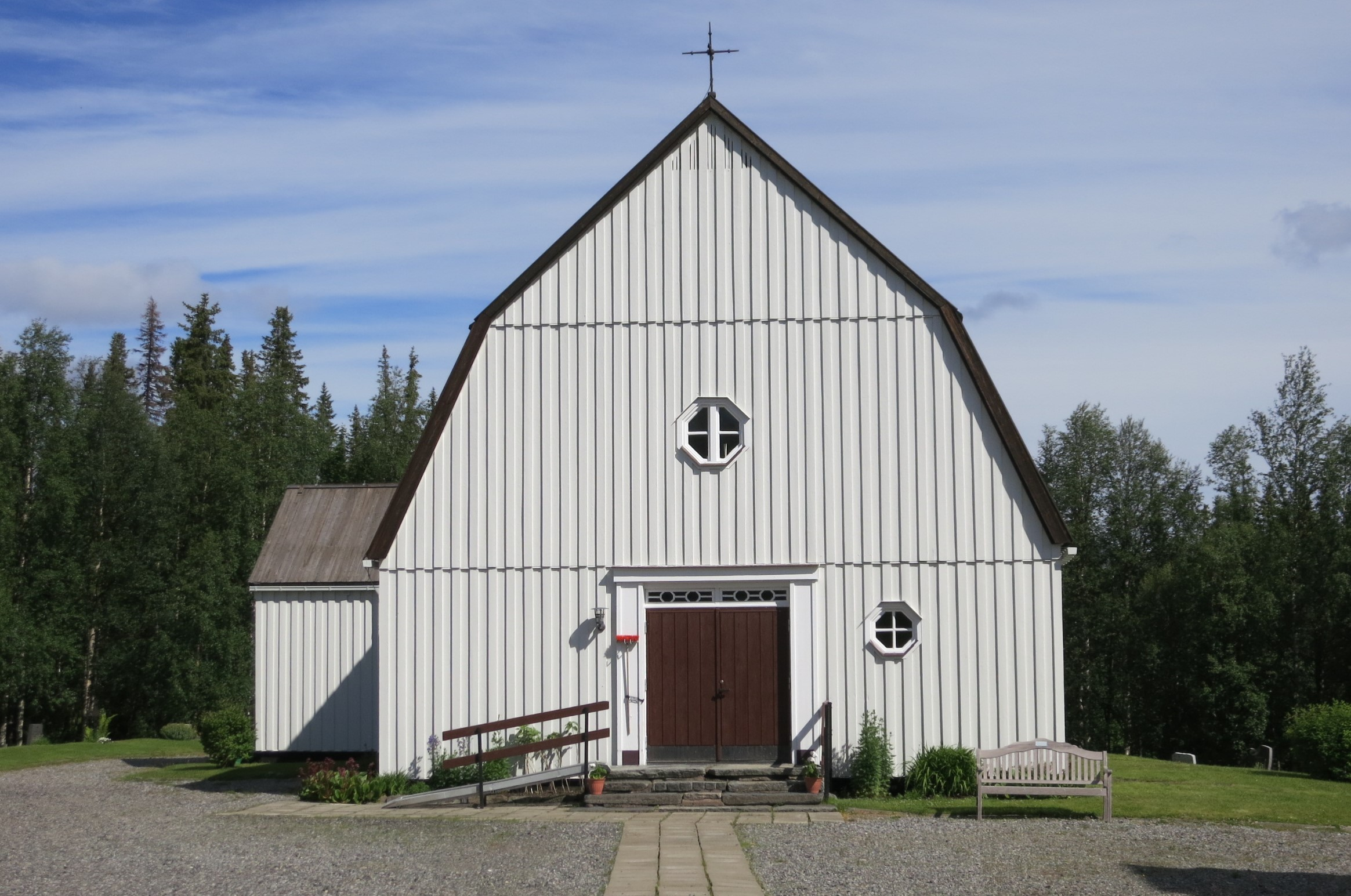
Saxnäs kyrka, invigd 1959.

Saxnäs kyrkobokföringsdistrikt var ett kyrkobokföringsdistrikt (ofta förkortat kbfd) i Vilhelmina församling i Luleå stift. Dessa distrikt utgjorde delar av en församling i Sverige som i folkbokföringshänseende var likställd med en församling. Distriktet bildades den 1 januari 1962 som en utbrytning ur Vilhelmina kyrkobokföringsdistrikt och upplöstes 1 januari 1989 när det återigen ingick i Vilhelmina församling när församlingens uppdelning på kyrkobokföringsdistrikt upphörde.
Saxnäs kyrkobokföringsdistrikt hade församlingskoden 246200 (år 1989) och enligt Statistiska centralbyrån (år 1971) församlingskoden 246204.

## Areal
Saxnäs kyrkobokföringsdistrikt omfattade den 1 januari 1981 en areal av 2 418,0 kvadratkilometer, varav 2 319,1 kvadratkilometer land.

## Befolkningsutveckling
| Befolkningsutvecklingen i Saxnäs kyrkobokföringsdistrikt 1961–1987                               | Befolkningsutvecklingen i Saxnäs kyrkobokföringsdistrikt 1961–1987 | Befolkningsutvecklingen i Saxnäs kyrkobokföringsdistrikt 1961–1987 | Befolkningsutvecklingen i Saxnäs kyrkobokföringsdistrikt 1961–1987 | Befolkningsutvecklingen i Saxnäs kyrkobokföringsdistrikt 1961–1987 |
| ------------------------------------------------------------------------------------------------ | ------------------------------------------------------------------ | ------------------------------------------------------------------ | ------------------------------------------------------------------ | ------------------------------------------------------------------ |
|                                                                                                  |                                                                    |                                                                    |                                                                    |                                                                    |
| År                                                                                               |                                                                    |                                                                    | Folkmängd                                                          |                                                                    |
| 1961                                                                                             | 1961                                                               |                                                                    | 1 072                                                              |                                                                    |
| 1965                                                                                             | 1965                                                               |                                                                    | 800                                                                |                                                                    |
| 1970                                                                                             | 1970                                                               |                                                                    | 613                                                                |                                                                    |
| 1975                                                                                             | 1975                                                               |                                                                    | 744                                                                |                                                                    |
| 1980                                                                                             | 1980                                                               |                                                                    | 791                                                                |                                                                    |
| 1985                                                                                             | 1985                                                               |                                                                    | 776                                                                |                                                                    |
| 1987                                                                                             | 1987                                                               |                                                                    | 689                                                                |                                                                    |
| Anm: Befolkning den 31 december enligt den administrativa indelningen den 1 januari följande år. |                                                                    |                                                                    |                                                                    |                                                                    |